# Ljudmila Markovna Gurcsenko
Ljudmila Markovna Gurcsenko, Людмила Марковна Гурченко, (Harkov, 1935. november 12. – Moszkva, 2011. március 30.) orosz színésznő, énekesnő.

## Élete
1958-ban végzett a Moszkvai Filmművészeti Főiskolán.
1956 óta szerepelt filmekben. 1958–1963 között a Filmszínészek Állami Színháza és a Szovremennyik Színház tagja volt. Szupersztár volt a maga idejében.

## Magánélete
1958–1962 között Borisz Andronikasvili volt a férje. 1965-től egy évig Alekszandr Fagyejev volt a párja. Harmadik házassága két évig tartott Joszif Kobzonnal (1967–1969). 1973–1975 között Konsztantyin Kupervejsz volt a házastársa. 1992-től egészen haláláig Szergej Szenyinnel élt ötödik házasságában.

## Színházi szerepei
- Roxanne (Rostand: Cyrano de Bergerac)
- Mathilde de la Mol (Stendhal–Geraszimov: Vörös és fekete)

## Filmjei
- A szív újra dobog (1956)
- Karneváli éjszaka (1956)
- A gitáros lány (1958)
- Roman és Franciska (1960)
- Balti égbolt I.-II. (1960)
- Országúti kaland (1963)
- Balzaminov házassága (1964)
- Munkáslakótelep (1965)
- A felrobbantott pokol (1967)
- Fehér robbantás (1969)
- Moszkvai jegyzetek (1969)
- A kétarcú felderítő (1970)
- Árnyék (1971)
- Mi a teendő (1971)
- A korona elrablása (1971)
- Vanyusin gyermekei (1973)
- Botrány a nyaralóban (1973)
- Régi falak (1974)
- Florentin kalap (1974)
- Dohányon vett kapitány (1974)
- Húsz nap háború nélkül (1976)
- Nebáncsvirág (1976)
- Szentimentális regény (1976)
- Sztrogovok (1976)
- Az öt gida és a farkas (1977)
- Visszajelzés (1978)
- Egy iskolaigazgató naplója (1978)
- Sziget az óceánon (1978)
- Férfiszépség (1978)
- Öt este (1979)
- Szibériáda (1979)
- Az eszményi férj (1980)
- Rita asszony menyasszony (1982)
- Kétszemélyes pályaudvar (1983)
- Lebegés (1983)
- A fiatalság receptje (1983)
- Szélhámosság vagy helybenfutás? (1984)
- Szerelem és galambok (1984)
- Taps, taps (1984)
- Égési seb (1988)
- Éljenek a tengerészkadétok! (1988)
- Élt-e Karotin? (1989)
- Imitátor (1990)
- Fehér ruhák (1991)
- Szexmese (1992)
- Tengerészkadétok II. (1992)
- Hallod, Fellini! (Послушай, Феллини!) (1993)
- Öreg boszorkák (2000)

## Lemezek

### LP
- 1979 — Бенефис
- 1980 — Музыка Советского кино (filmdalok)
- 1982 — Песни войны (háborús dalok)
- 1984 — Любимые песни (kedvenc dalok)
- 1985 — Рецепт её молодости
- 1992 — Да не верится!

### CD
- 1994 — Люблю
- 1995 — Хорошее настроение
- 1996 — Грустная пластинка
- 1997 — Песни войны (háborús dalok)
- 1998 — Бюро счастья
- 2001 — Прощай, Двадцатый… (dupla CD)
- 2001 — Актёр и песня. Людмила Гурченко
- 2002 — Мадлен, спокойно!
- 2004 — Жизнь как дым...
- 2006 — Не грусти!
- 2011 — Белый снег

## Díjai
- az OSZSZSZK érdemes művésze (1969)
- az OSZSZSZK népművésze (1976)
- a Szovjetunió népművésze (1983)
- manilai Arany Sas díj
- Nyika-díj (2009)